# 海克托·德·马利斯
海克托·德·马利斯爵士（Sir Hector de Maris），或者爱克托·德·马利斯（Ector de Maris），是亞瑟王傳說中的一名圆桌騎士。他是班王和一位來自马利斯的女士的儿子，兰斯洛特同父异母的弟弟，鲍斯爵士和萊昂內爾爵士是他的表兄弟。
海克托·德·马利斯爵士参与了寻找圣杯的任务，但他只是那些没有被圣杯眷顾的众多騎士中的一员。在武加大译本的传奇中，分配人员时，海克托和高文在一间破败的教堂同行，并在那里过夜。当晚，他们都做了一个奇异的梦。第二天早上，当他们各自向对方说出了自己的梦境时，他们看见了“一截只到肘部的手，被红色锦缎包裹着，在上面绑着一根外观并不华丽的缰绳，它将拳头举在一支燃烧得非常明亮的蜡烛上面，而且根据他们的描述，这只手进入他们所在的教堂，然后消失了，他们也不知道这手去了哪里。”潔西·韋斯頓（1850－1928，一名研究中世纪亚瑟王文本的學者）在其他圣杯传说的传奇故事中的一篇关于黑手党的文章中发现这一“不明智”的变动。
在与亚瑟王相关的传说中，海克托的冒险有很多，而且被广泛流传。在崔斯坦遇到海难回到加美乐城的时候，海克托和莫干诺尔爵士（Sir Morganore）前去迎接他。海克托和崔斯坦进行了一场友谊赛性质的骑马长矛比武，但是海克托以一种耻辱的方式被这位来自康瓦尔的騎士打败。他其他时候在这类比武中的表现还是很成功的，比帕拉米迪斯和珀西瓦尔强。但是，他没能击败崔斯坦，成为被陶昆爵士囚禁的騎士之一，直到被他的兄弟兰斯洛特救出。他因找回发疯后失踪的湖上爵士并使其返回宫廷而重新赢得赞同。
他因为曾经和珀斯女士拥有一段长的浪漫关系而被人熟知，海克托为了和她在一起而谋杀了她的未婚夫。后来海克托在和珀斯女士团聚之前和Roestoc女士的表姐妹有一段私情。
当兰斯洛特因为和桂妮薇儿的私情被抓住后，海克托站在了他的兄弟的一边并离开了宫廷。他成为了兰斯洛特的高级将领之一，参与了救出即将被处死的桂妮薇儿的战斗，并加入快乐园的卫队。就像他所有的家人一样，在被亚瑟的王国驱逐后，他在法兰西加入兰斯洛特，并在剑栏之战后帮助击败由莫德雷德的儿子們所率领的军队。之後，他和他的兄弟來到坎特伯雷大主教的修道院，海克托顯然是在那裡過世。